# Sten Bergheden
Sten Ingvar Bergheden, född 24 april 1965 i Björsäters församling, Skaraborgs län, är en svensk politiker (moderat). Han är ordinarie riksdagsledamot sedan 2006, invald för Västra Götalands läns östra valkrets. Bergheden är Moderaternas landsbygdspolitiska talesperson och talesperson i vapenfrågor.[källa behövs]

## Biografi
Bergheden är till yrket lantbrukare. Han har tidigare varit kommunstyrelseordförande i Mariestads kommun.[källa behövs]

### Riksdagsledamot
Bergheden kandiderade i riksdagsvalet 2006 och blev ersättare. Han utsågs till ny ordinarie riksdagsledamot från och med 16 november 2006 sedan Charlotte Nordström avsagt sig uppdraget. Bergheden har sedan dess tjänstgjort som ordinarie riksdagsledamot.
I riksdagen är Bergheden ledamot i trafikutskottet sedan 2008. Han är eller har varit suppleant i bland annat finansutskottet, justitieutskottet, ledamotsrådet, miljö- och jordbruksutskottet, näringsutskottet, trafikutskottet och utbildningsutskottet.
Under sin tid i riksdagen har Bergheden skrivit motioner om att främja företagandet, landsbygdens villkor och turism samt om att offentlig upphandling av livsmedel bör följa kraven i svensk lagstiftning. Han har varit mycket engagerad i frågan om Europeiska unionens vapendirektiv.[källa behövs]
Inför riksdagsvalet 2014 gjorde Bergheden sig känd som en av fyra riksdagskandidater för Moderaterna som vill införa ett förbud mot tiggeri.
Bergheden är en av de riksdagsledamöter som lämnar in flest motioner till riksdagen årligen - något han flitigt använder i sin personmarknadsföring. En närmare granskning visar att nästan 90% av motionerna var återanvända från föregående års avslagna motioner. 
Bergheden är förbjuden att hålla hovbärande djur sedan två av hans ponnyer år 2007 vid en djurskyddsinspektion funnits vanvårdade. De två ponnyhästarna drabbades av den plågsamma sjukdomen fång vilken kan inträda som ett resultat av vanskötsel. Bland annat hade hästarnas hovar deformerats kraftigt vilket bevisar att djurplågeriet pågått under lång tid. Bergheden valde då att på egen hand avliva ponnyhästarna med eget jaktvapen och därefter tillkalla veterinär. I efterhand har Bergheden påstått sig vara utsatt för en komplott av kommunala tjänstemän som inte fått ha hund på arbetsplatsen. 
Därför mötte Bergheden kritik 2015 då han blev utnämnd till djurpolitisk talesperson för Moderaterna.